# 蔡佾玲
蔡佾玲，臺灣演員，畢業於國立臺灣藝術大學戲劇學系，之後於倫敦大學金匠學院取得表演創作碩士學位(MA Performance Making, Goldsmiths, University of London)。
自2002年至2024年止，蔡佾玲一共參與逾七十齣劇場公開售票演出。
蔡佾玲的演員訓練背景完整，標示了2000年後台灣表演者的培養軌跡，從學院出發，一路從西方古典、通俗喜劇、寫實主義、肢體劇場、音樂劇、新文本累積十餘年的劇場演出經歷，身體裡潛藏多元的台灣文化，真正在地的表現於融合並適應當前多重風格的表演語彙。是近年台灣劇場跨國製作，歐陸重量級導演指定演員，為目前臺灣劇場最活躍的演員之一。
國立臺灣藝術大學戲劇系畢業後，進入倫敦金匠學院取得表演碩士（MA Performance Making, Goldsmiths College, University of London），陸續接受葛氏演員 Zygmunt Molik、鈴木方法（Suzuki Method）以及酒神的回歸   （The Return of Dionysus)表演訓練，2011年因為台灣創作社劇團的《我為你押韻——情歌》為她塑造了一位能歌善舞，甜美靈動的喜劇角色——維英，而為劇場觀眾矚目，一部戲連演六年。她演出最高量是曾在一年內參與五個全新劇場製作，並擔綱主要角色。並多次參與國際性藝術節的展演（日本演劇人協會青年導演競賽、烏鎮戲劇節、兩岸小劇場藝術節等）。
蔡佾玲演員生涯的重要轉捩點是 2016 年，國際戲劇奧林匹克主委（The International Committee of the Theatre Olympics）暨希臘阿提斯劇院(ATTIS Theatre)的創建者——希臘名導狄奧多羅斯．特爾左布勒斯（Theodoros Terzopoulos）與台灣兩廳院合作，導演《酒神的女信徒》（The Bacchae），她從三百多位演員中，脫穎而出，主演皇后愛格薇（Agave）。自此受到特爾左布勒斯「酒神的回歸」（The Return of Dionysus）表演系統的刺激與啟發，獲國家文藝基金會海外藝遊專案獎助(2016)，赴希臘修習此表演系統；2018 年，因再受特爾左布勒斯指定演出新作女主角–西班牙劇作家羅卡劇作《葉瑪》(國際劇場藝術節，國家戲劇院演出），獲德爾斐歐洲文化中心  (European Cultural Centre of Delphi)邀請，由國家文藝基金會國際文化交流項目補助，前往希臘參加『酒神的回歸：從酒神的女信徒到特洛伊女人』向導演 特爾左布勒斯 致敬論壇，發表演說及示範展演，隨後再次至阿提斯劇院進階研習，並於此行正式得特爾左布勒斯親授「酒神的回歸」表演系統教授執照。
2019 年，法國重量級編導帕斯卡．朗貝爾（Pascal Rambert），在看過蔡佾玲演出的《女僕》(2017)後，邀請她擔綱演出其名作《愛的落幕》(Clôture de Lamour)，挑戰逾六十分鐘的巨型詩意獨白。
自2007年回國，全心投入表演工作：劇場、詩歌演出與即場藝術（Live Art)創作；於2008年獲得第一屆國家文藝基金會新人新視野專案補助，發表個人編創作品《Untitled#沒有抬頭》；2009年為北京上苑藝術館09國際創作計畫駐館藝術家並發表個人編創作品《毀滅‧她說。2009》。蔡佾玲的演員訓練背景完整，使她參與的演出在風格上十分多元，涵蓋寫實戲劇、音樂劇到肢體劇場，截至目前為止，保持平均每年參與三至五個劇場作品演出，並多次參與國際性藝術節的展演。訓練背景除大學與研究所的劇場訓練及表演創作之外，多年修習舞蹈累積身體能力；研究所期間曾至波蘭弗羅茨瓦夫（Wrocław）的葛羅托斯基（Jerzy Grotowski）中心（Grotowski Institute），接受演員Zygmunt Molik聲音與身體訓練(Voice and body session of Zygmunt Molik at The Grotowski Institute：Wroclaw, Poland)；2013年前往由日本劇場導演鈴木忠志（Tadashi Suzuki）創辦的鈴木忠志劇場（SCOT company in Toga, Japan），接受鈴木演員訓練方法（Suzuki Method of Actor Training）訓練。
現為國立臺灣藝術大學戲劇學系助理教授、晃晃跨幅町藝術總監、希臘阿提斯劇院（Attis Theatre)特爾左布勒斯表演系統(Theodoros Terzopoulos Method)教師。
劇場演出作品甚多: 動見体劇團《美好如此》；山喊商行《妳歌》；晃晃跨幅町《慾望街車》；四把椅子劇團《太陽》、《炎性事例》；NTT NOVA洪唯堯作品《Sucks in the Middle》；；娩娩工作室《可寵》；嚎哮排演《全家都去你家》；兩廳院國際劇場藝術節《葉瑪》、《酒神的女信徒》；台南人劇團《愛的落幕》、《泰特斯瘋狂場景》；台北藝術節《祖母悖論》；聚思製造端《白兔紅兔》；再拒劇團《神諭之時》、《春醒》；莎士比亞的妹妹們的劇團《神話學II》、《人民之王》、《百年孤寂》、《踏青去》、《迷離劫》；自然而然劇團《艾玲》；創作社《我為你押韻-情歌》；楊景翔演劇團《女僕》、《雨季》、《明年，或者明天見》、《費德拉之愛》；創作社《我為你押韻─情歌》、《檔案 K》、楊景翔演劇團《在日出之前說早安》、飛人集社《魚》、《煮海的人》、栢優座《變奏巴哈_末日再生》、《據說有戰爭在遠方》、《底比斯人》、動見体《屋簷下》、台原偶戲團《淚痣圖》、誠品聲音多媒體劇場《讀劇檔案1#誰殺了我的孩子》、北京上苑藝術館《毀滅‧她說。2009》、動見体劇團『漢字寓言：牛逼加演版』《亂》、國立台灣藝術大學應媒所畢業製作《布蕾私特》等。

## 演出作品
| 年份 | 團體/單位                                                       | 劇目                                                   | 編劇/導演                                                                | 合作演員/藝術家                                                  | 備註                                                                                             |
| ---- | --------------------------------------------------------------- | ------------------------------------------------------ | ------------------------------------------------------------------------ | ---------------------------------------------------------------- | ------------------------------------------------------------------------------------------------ |
| 2002 | 同黨劇團                                                        | 《世世代代:音樂劇》 《戀人物語(一個關於愛的歌舞劇)》   | 邱安忱                                                                   |                                                                  |                                                                                                  |
| 2003 | 臨界點劇象錄劇團                                                | 夢噬一場關於探戈的愛戀詩句                             | 羅忠韋                                                                   |                                                                  |                                                                                                  |
| 2004 | 國家戲劇院製作                                                  | 舞者阿月                                               | 黎煥雄                                                                   |                                                                  |                                                                                                  |
| 2005 | 再一次拒絕長大劇團                                              | 《咒》 《不道德標本》                                  |                                                                          |                                                                  |                                                                                                  |
| 2005 | 台灣藝人館劇團                                                  | 《囚：》                                               | 編劇、導演：楊景翔                                                       |                                                                  | [ 3 ]                                                                                            |
| 2005 | 臨界點劇象錄劇團                                                | 《白水》                                               |                                                                          |                                                                  |                                                                                                  |
| 2006 | Goldsmiths College, University of London                        | 《Falling Apart》                                      |                                                                          |                                                                  | 編劇、導演、演員                                                                                 |
| 2007 | Goldsmiths College, University of London                        | 《I Dream a Dream》 《A Poem dedicated to the Island》 |                                                                          |                                                                  | 編劇、導演、演員                                                                                 |
| 2007 | 再一次拒絕長大劇團                                              | 《沉默的左手》                                         | 編劇、導演：黃思農、黃亭瑋                                               |                                                                  |                                                                                                  |
| 2008 | 三缺一劇團                                                      | 《大家一起寫訃文》                                     | 編劇：鄭衍偉，導演：楊景翔                                               |                                                                  | 2007台灣文學獎劇本創作類首獎                                                                     |
| 2009 | 國家文藝基金會表演藝術新人新視野專案補助創作                    | 《Untitled#沒有抬頭》                                  | 編劇、聯合導演：楊景翔                                                   |                                                                  | 導演、演員                                                                                       |
| 2009 | 國立台灣藝術大學應媒所畢業製作                                  | 《布蕾私特》                                           | 導演：陳瀞                                                               |                                                                  |                                                                                                  |
| 2009 | 動見体劇團                                                      | 『漢字寓言：牛逼加演版』《亂》                         |                                                                          | 王榆鈞                                                           | 表演者                                                                                           |
| 2009 | 北京上苑藝術館                                                  | 《毀滅‧她說。2009》                                    |                                                                          |                                                                  | 劇本改編、導演、演員                                                                             |
| 2009 | 誠品聲音多媒體劇場                                              | 《讀劇檔案1#誰殺了我的孩子》                           | 導演：楊景翔                                                             | 演員：吳中天、蔡佾玲、王辰驊                                     | 〈野獸(暴力，憂傷和黑色的房子)─默看《讀劇檔案#1─誰殺了我的孩子》〉 （页面存档备份，存于）        |
| 2009 | 飛人集社劇團                                                    | 《煮海的人》                                           | 導演：夏夏                                                               |                                                                  |                                                                                                  |
| 2010 | 台原偶戲團                                                      | 淚痣圖                                                 | 導演：伍姍姍                                                             |                                                                  |                                                                                                  |
| 2010 | 栢優座                                                          | 《底比斯人》                                           | 原著：Antigone （页面存档备份，存于） 劇本改編/導演：楊景翔              | 黃健瑋、蔡佾玲、藍文希、廖梨伶、王辰驊、黃振睿，特別演出：莫子儀 |                                                                                                  |
| 2010 | 飛人集社劇團                                                    | 《魚》                                                 | 導演：王靖敦                                                             |                                                                  |                                                                                                  |
| 2011 | 動見体劇團                                                      | 《屋簷下》                                             | 導演：王靖敦                                                             |                                                                  |                                                                                                  |
| 2011 | 創作社劇團                                                      | 《我為你押韻─情歌》                                    | 編劇：馮勃棣 導演：楊景翔                                                |                                                                  | 創作社CS監製第1號作品                                                                            |
| 2011 | 莎士比亞的妹妹們的劇團                                          | 《迷離劫》                                             | 導演：徐堰鈴                                                             |                                                                  |                                                                                                  |
| 2011 | 栢優座                                                          | 《據說有戰爭在遠方》                                   | 編劇、導演：楊景翔                                                       | 莫子儀、隆宸翰、施名帥                                           | 2011年兩廳院新點子劇展                                                                           |
| 2012 | 加拿大 旋轉木馬劇團(Le Carrousel, Compagnie de Théâtre, Canada) | 《睡不著的夜晚》                                       | 改編及導演：傑賀飛• 高登候 (Gervais Gaudreault)                          |                                                                  | 2012台北兒童藝術節                                                                               |
| 2012 | 沙丁龐克劇團                                                    | 《帽似真愛》                                           | 導演：馬照琪                                                             |                                                                  |                                                                                                  |
| 2012 | 日本演劇人協會亞洲導演藝術節                                    | 《椅子》The Chairs （页面存档备份，存于）              | 劇作家：Eugène Ionesco （页面存档备份，存于） 導演：楊景翔               |                                                                  |                                                                                                  |
| 2012 | 栢優座                                                          | 《變奏巴哈─末日再生》                                  | 導演：楊景翔                                                             |                                                                  | 2012年兩廳院新點子劇展*4 原劇名《變奏巴哈》，首演於1985年，由賴聲川導演帶領之集體創作作品        |
| 2012 | 創作社劇團                                                      | 《我為你押韻─情歌》─2012口碑精彩再現                   | 編劇：馮勃棣 導演：楊景翔                                                |                                                                  | 台北場：文山劇場*6 上海場：靜安800秀劇場*2 中央場：中央大學黑盒子劇場*2 高雄場：衛武營文化中心*2 |
| 2013 | 創作社劇團                                                      | 《檔案K》                                              | 編劇：吳瑾蓉 導演：楊景翔                                                |                                                                  | 創作社CS監製第2號作品 第十一屆台北文學獎作品 臺北市水源劇場*5                                    |
| 2013 | 創作社劇團                                                      | 華山藝術生活節「焦點劇場」《我為你押韻─情歌》          | 編劇：馮勃棣、導演：楊景翔                                               |                                                                  | 華山藝文特區四連棟*10                                                                            |
| 2013 | 楊景翔演劇團                                                    | 《在日出之前說早安》                                   | 編劇、導演：楊景翔                                                       |                                                                  | *2013兩廳院新點子劇展《一代粉絲：JAPAN》楊景翔 + 葉志偉                                          |
| 2014 | 果陀劇場*楊景翔演劇團                                           | 《蘿莉少女》(原劇名：在日出之前說早安)                 | 編劇、導演：楊景翔                                                       |                                                                  | 爆米花輕鬆劇場*22                                                                                |
| 2014 | 楊景翔演劇團                                                    | 《在日出之前說早安》                                   | 編劇、導演：楊景翔                                                       |                                                                  | 第二屆烏鎮戲劇節*2                                                                               |
| 2014 | 莎士比亞的妹妹們的劇團                                          | 莎妹劇團2014歲末聯歡《四物》_《口》                    | 導演：徐堰鈴                                                             |                                                                  | 牯嶺街小劇場*10                                                                                  |
| 2015 | 楊景翔演劇團                                                    | 《費德拉之愛》                                         | 編劇：Sarah Kane 導演：陳仕瑛                                            |                                                                  | 國家戲劇院實驗劇場*5                                                                             |
| 2015 | 楊景翔演劇團                                                    | 《明年，或者明天見》                                   | 編劇、導演：楊景翔                                                       | 莫子儀、高英軒、謝盈萱、蔡佾玲                                   | 臺北市立水源劇場*14                                                                              |
| 2015 | 臺北藝術節_楊景翔演劇團                                         | 《雨季》                                               | 編劇：安雅．希苓（Anja Hilling） 導演：丹妮耶拉．克朗茲（Daniela Kranz） | 徐堰鈴、朱芷瑩、楊景翔、程鈺婷                                   | 臺北市立水源劇場*6                                                                               |
| 2015 | 創作社劇團                                                      | 創作社 愛不冬眠《我為你押韻-情歌-五週年紀念版》        | 編劇：馮勃棣、導演：楊景翔                                               | 王宏元、林家麒、竺定誼                                           |                                                                                                  |
| 2016 | 創作社劇團                                                      | 《Holy Crab! 異鄉記》                                  | 導演：楊景翔                                                             |                                                                  |                                                                                                  |
| 2016 | 莎士比亞的妹妹們的劇團                                          | 台南藝術節《百年孤寂》                                 | 導演：Baboo                                                              |                                                                  | 獲 第十五屆台新藝術獎提名(第二季)                                                                |
| 2016 | 創作社劇團                                                      | 《四情旅店》                                           | 導演：楊景翔                                                             |                                                                  |                                                                                                  |
| 2016 | 兩廳院國際劇場藝術節                                            | 《酒神的女信徒》                                       | 導演：Theodoros Terzopoulos                                              |                                                                  |                                                                                                  |